# روي بهاسكار
رام روي بهاسكار (1944-2014) كان فيلسوفًا للعلوم إنجليزيًا اشتهر بأنه البادئ بالحركة الفلسفية للواقعية النقدية. جادل بهاسكار أن مهمة العلم هي "إنتاج معرفة تلك الآليات الدائمة والنشطة باستمرار للطبيعة التي تنتج ظواهر العالم"، بدلاً من اكتشاف القوانين الكمية، وأن العلم التجريبي له معنى فقط إذا وجدت مثل هذه الآليات وتعمل خارج المختبر وكذلك داخله. واستمر في تطبيق تلك الواقعية حول الآليات والقوى السببية على فلسفة العلوم الاجتماعية، كما طور سلسلة من الحجج لدعم الدور الحاسم للفلسفة والعلوم الإنسانية. وفقًا لبهاسكار، من الممكن والمرغوب فيه أن تكون دراسة المجتمع علمية.
كان باحثًا عالميًا في معهد التعليم في كلية لندن الجامعية.